# Kindheitsevangelium nach Thomas
Das Kindheitsevangelium nach Thomas (abgekürzt KThom) enthält Erzählungen einer Reihe von Wundern, die Jesus im Alter von 5 bis 12 Jahren vollbracht haben soll. Es ist eine apokryphe Schrift, die vermutlich Ende des 2. Jahrhunderts entstand, als die vier kanonischen Evangelien in der Christenheit bereits fest etabliert waren. Ihr Autor ist unbekannt; in den meisten Handschriften wird er als „Thomas der Israelit“ bezeichnet, womit der Apostel Thomas gemeint wäre.

## Inhalt
Berichtet wird von Kindheitstaten Jesu von Nazareth: Nach dem KThom war Jesus nicht erst seit seinem Auszug in die Wüste, sondern schon sehr früh zu wundersamem Wirken fähig. Die Schrift berichtet vor allem von Heilungen durch das Kind Jesus. Sie berichtet aber auch von wertneutralen Wundern und destruktiven Taten des jungen Jesus. Im Folgenden eine Auswahl der bekanntesten Erzählungen:
Jesus und die Tonvögel (KThom 2,2–5)

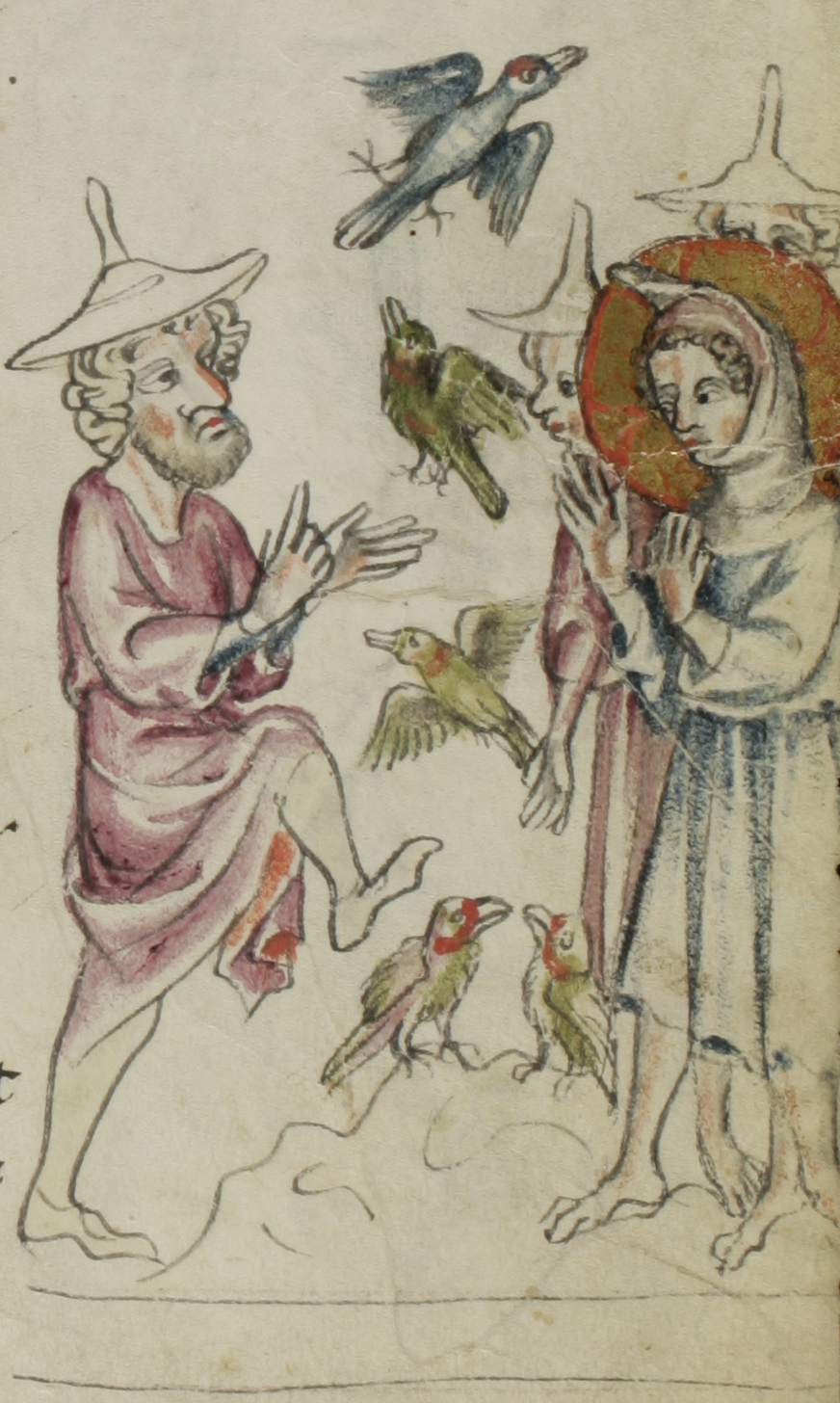
Darstellung der Szene im Klosterneuburger Evangelienwerk

Im Alter von sechs Jahren (in leicht abweichenden Schriften ist er sieben) trifft sich Jesus mit anderen Knaben in einer verlassenen Lehmgrube. Die Kinder formen aus Lehm allerlei Vogelfiguren und erfreuen sich daran. Ein „alter Jude“ (bzw. ein alter Rabbiner) sieht dies und schimpft mit den Kindern, weil Sabbat ist und Handwerkskünste am Sabbat untersagt sind. Als Jesus dem Alten sagt, dass es diesem nicht zustünde, die Kinder so zu schelten, will der Rabbiner die Lehmfiguren zertreten. Geschwind klatscht Jesus in die Hände und ruft den Figuren zu, sie sollen davonfliegen. Da werden die Figuren lebendig und fliegen laut schreiend davon.
Jesus und Zachäus (KThom 6–8)
Nachdem Jesus einen Jungen mittels seiner Kräfte im Streit getötet hat, entschließt sich Josef, den Knaben zu dem Gelehrten Zachäus zu geben. Dieser bietet an, Jesus zu unterrichten und ihn „Sitte und Anstand“ zu lehren. Doch schon bald kommt es zwischen Jesus und Zachäus zu erbitterten Wortgefechten, als es um die Deutung und Schreibung der Buchstaben geht. Als Jesus den Gelehrten zu korrigieren wagt, gibt Zachäus auf und spricht zu Josef: „So bitte ich Dich denn, Bruder Joseph, nimm dieses Kind zurück in Dein Haus. Denn dieser ist etwas Großes, ein Gott oder ein Engel, dass ich nicht weiß wie ich’s sagen soll.“
Jesus und Zenon (KThom 9)
Als Jesus mit einigen Nachbarskindern auf den Flachdächern von Nazareth spielt, fällt der kleine Zenon in die Tiefe und bleibt tot liegen. Einige Spielkameraden (nach abweichenden Schriften sind es Nachbarn) behaupten, Jesus habe Zenon beim Spielen geschubst. Jesus bestreitet die Tat und fordert die Eltern des toten Knaben auf, ihr Kind zu befragen. Dazu geht Jesus zu Zenon hin, sagt zu diesem: „Erwache!“ und tatsächlich kehrt Zenon ins Leben zurück. Dann erzählt Zenon seinen Eltern, dass er auf dem Dachrand daneben getreten sei und deshalb vom Dach fiel. Jesus war demnach unschuldig. Als Jesus Zenon befiehlt zu „schlafen“, stirbt dieser erneut. Dennoch preisen Zenons Eltern Gott und ehren Jesus.
Jesus und der Wasserkrug (KThom 10)
Maria bittet Jesus, ihr doch etwas Wasser aus dem nahen Brunnen zu holen und gibt dem Knaben einen Krug mit. Während Jesus mit den anderen Kindern Wasser schöpfen will, entgleitet ihm der Krug und zerbricht. Die Kinder sind untröstlich, weil sie ihre Krüge nicht hergeben können. Doch Jesus tröstet sie und trägt das Wasser in seiner Schürze nach Hause, ohne einen Tropfen zu verschütten. Nach einer erweiterten Überlieferung wollen die anderen Kinder es Jesus gleichtun, zerbrechen ihre Krüge mutwillig und können das Wasser nicht in ihren Schürzen heimtragen. Als Jesus die Kinder bitterlich weinen sieht, fügt er ihre Krüge mittels seiner Kräfte wieder zusammen.
Der zwölfjährige Jesus im Tempel (KThom 17,1–5)
An die Geschichte um Jesus und Zachäus reihen sich weitere, sehr ähnlich vorgetragene Anekdoten an, die schließlich in KThom 17 zu der auch in der kanonischen Tradition überlieferten Geschichte vom zwölfjährigen Jesus im Tempel (Lukas 2,41–50 ) führen, in der Jesus die Lehrer im Jerusalemer Tempel durch sein Verständnis und seine Antworten beeindruckt.

## Handschriftliche Überlieferung
Es ist ungeklärt, in welcher Sprache die Schrift im Original abgefasst war. Überwiegend geht man davon aus, dass es „ursprünglich auf Griechisch verfasst wurde“. Als Zeitpunkt seiner Entstehung wird das Ende des 2. Jahrhunderts vermutet. Damals war der Kanon der Evangelien bereits festgelegt; für Irenäus von Lyon oder für den Kanon Muratori war die Vierzahl der Evangelien eine Selbstverständlichkeit. Die fehlende Kenntnis jüdischer Bräuche verweist auf einen heidenchristlichen Autor.
Das Evangelium war in griechischen, syrischen, hebräischen, lateinischen, georgischen und altkirchenslawischen Handschriften weit verbreitet. Es liegen verschieden lange griechische Versionen vor, die zahlreiche Textabweichungen aufweisen. Die bekannteste Version mit 19 Kapiteln geht auf Konstantin von Tischendorf zurück.
Im Juni 2024 wurde das bisher älteste bekannte Textfragment (P.Hamb.Graec. 1011) in der Staats- und Universitätsbibliothek Hamburg entdeckt. Es stammt aus dem 4. oder 5. Jahrhundert und wurde im spätantiken Ägypten vermutlich als Schreibübung verfasst. Die 13 Zeilen in griechischer Schrift behandeln die Geschichte Jesus und die Tontauben.

## Rezeption

### Koran
Im Koran wird in Sure 5 auf die Geschichte im Kindheitsevangelium Bezug genommen, der zufolge Jesus Spatzen aus Lehm formte und sie zum Leben erweckte. Die Aussagen sind Bestandteil des Glaubens an Jesus im Islam:

„(Damals) als Gott sagte: Jesus, Sohn der Maria! Gedenke meiner Gnade, die ich dir und deiner Mutter erwiesen habe, […] und (damals) als du mit meiner Erlaubnis aus Lehm etwas schufst, was so aussah wie Vögel, und in sie hineinbliesest, so daß sie mit meiner Erlaubnis (schließlich wirkliche) Vögel waren. […]“

### Hochmittelalter (Europa)
Das Kindheitsevangelium nach Thomas wirkte „wie analoge Texte stimulierend auf die darstellende Kunst und Legendenliteratur seit dem Hochmittelalter“, etwa die Darstellungen von Episoden aus der Kindheit Jesu im Klosterneuburger Evangelienwerk (14. Jahrhundert):

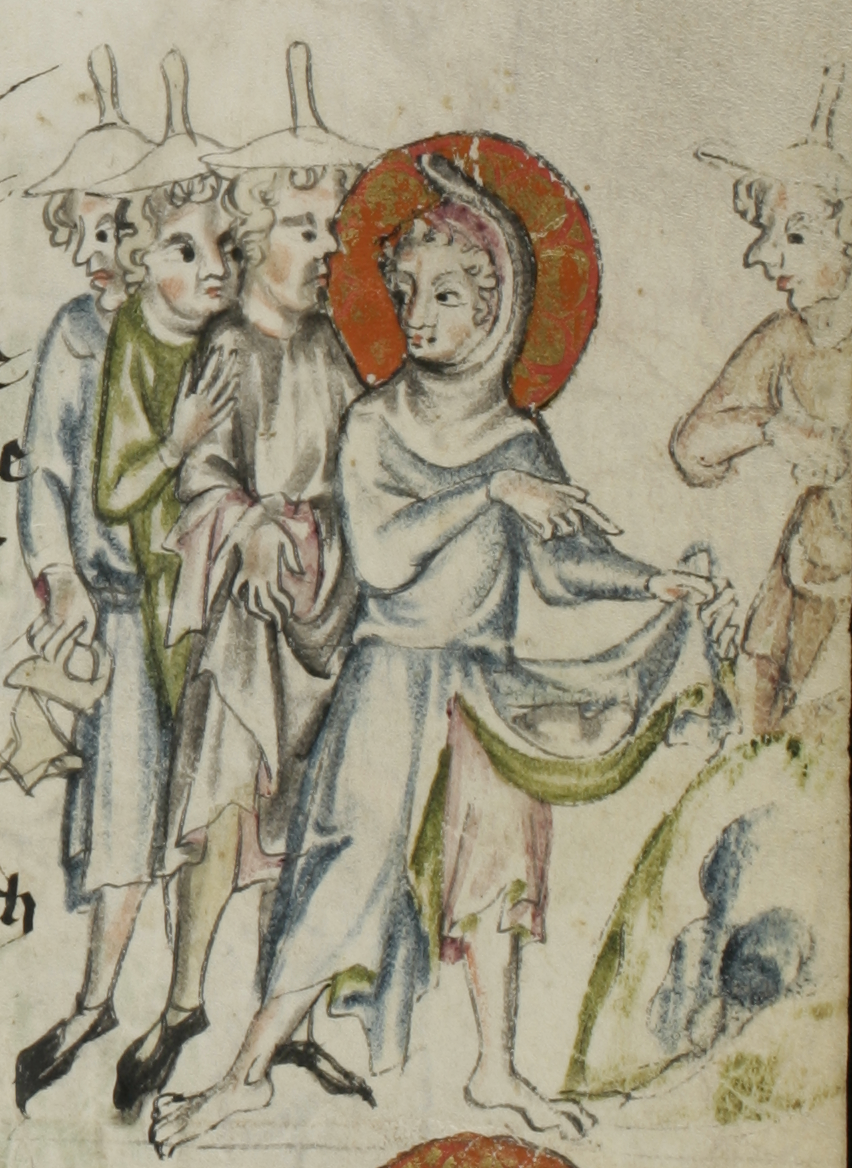
Jesus trägt Wasser in seinem Schoß heim, weil ihm der Wasserkrug zerbrochen ist; andere Kinder schauen verwundert zu.
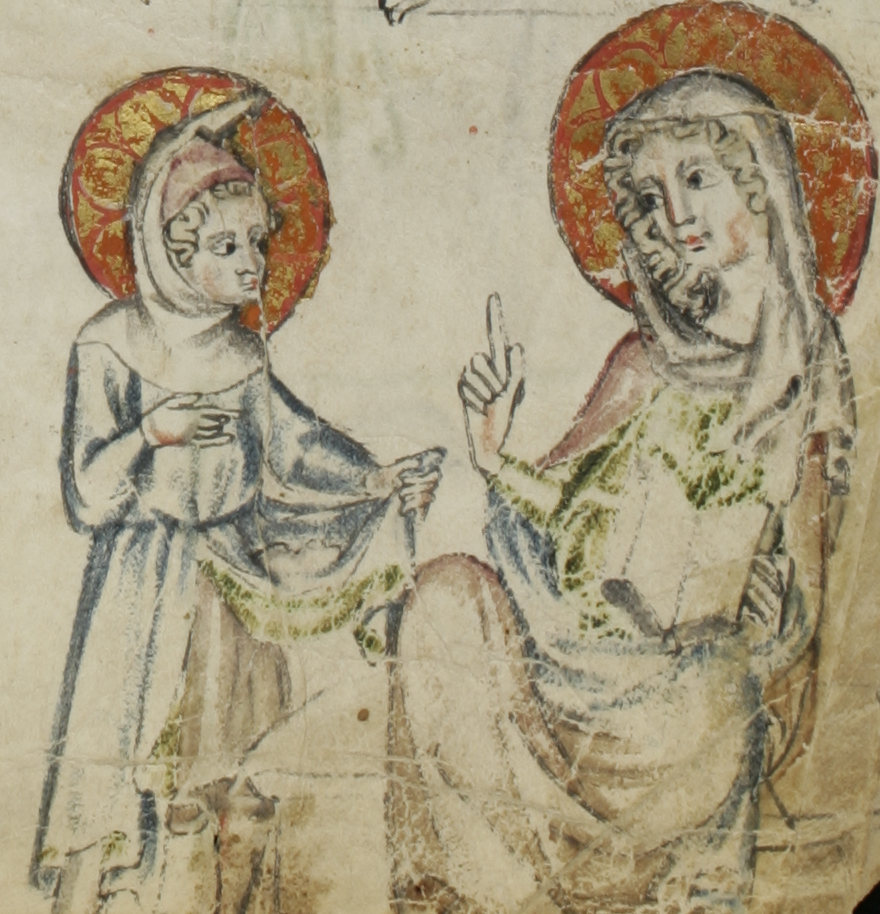
Jesus überreicht Maria das Wasser in seinem Schoß.
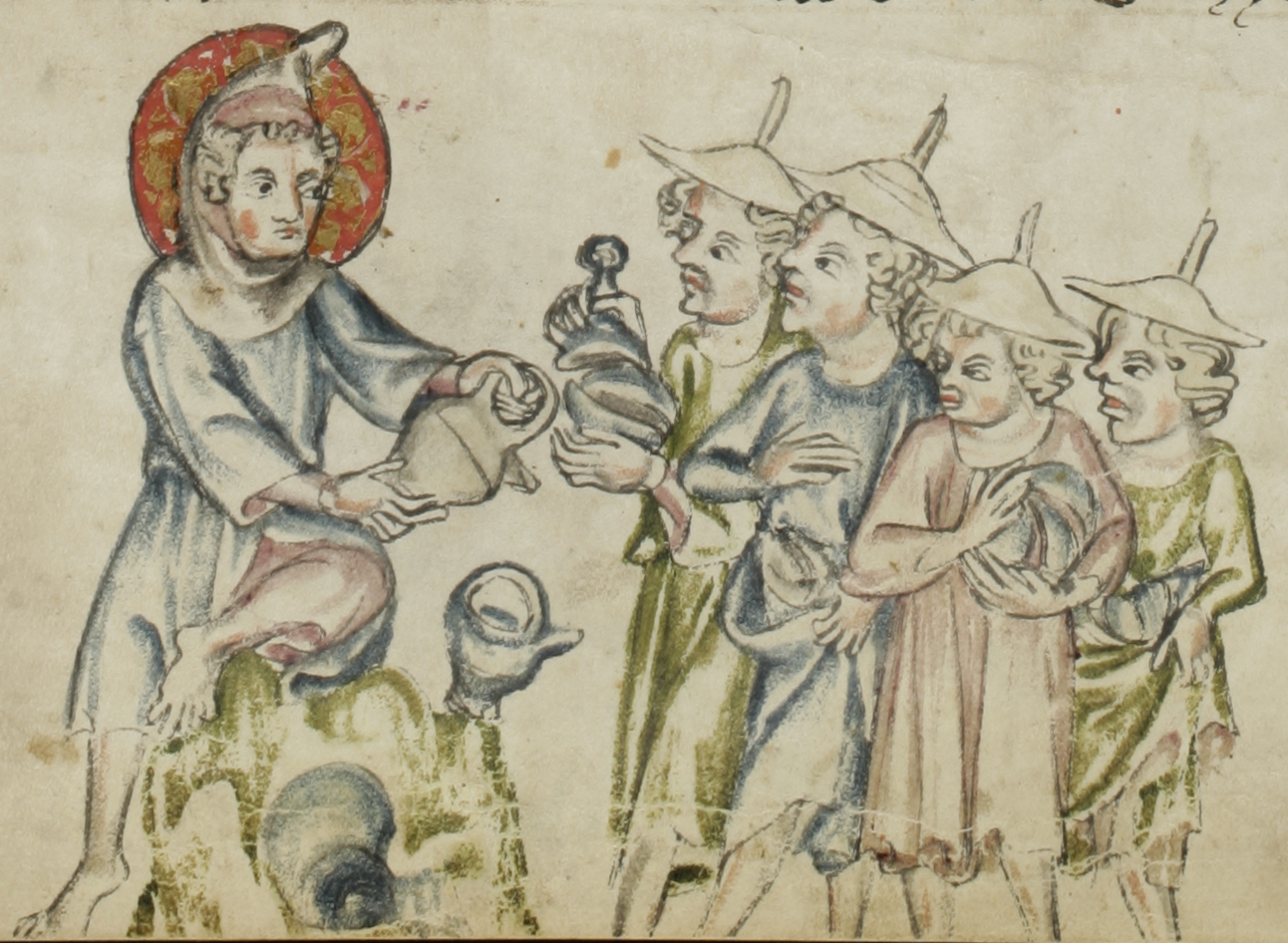
Jesus setzt die zerbrochenen Krüge der Kinder, die es ihm gleichtun wollten und mutwillig ihre Krüge zerschlagen hatten, wieder zusammen.
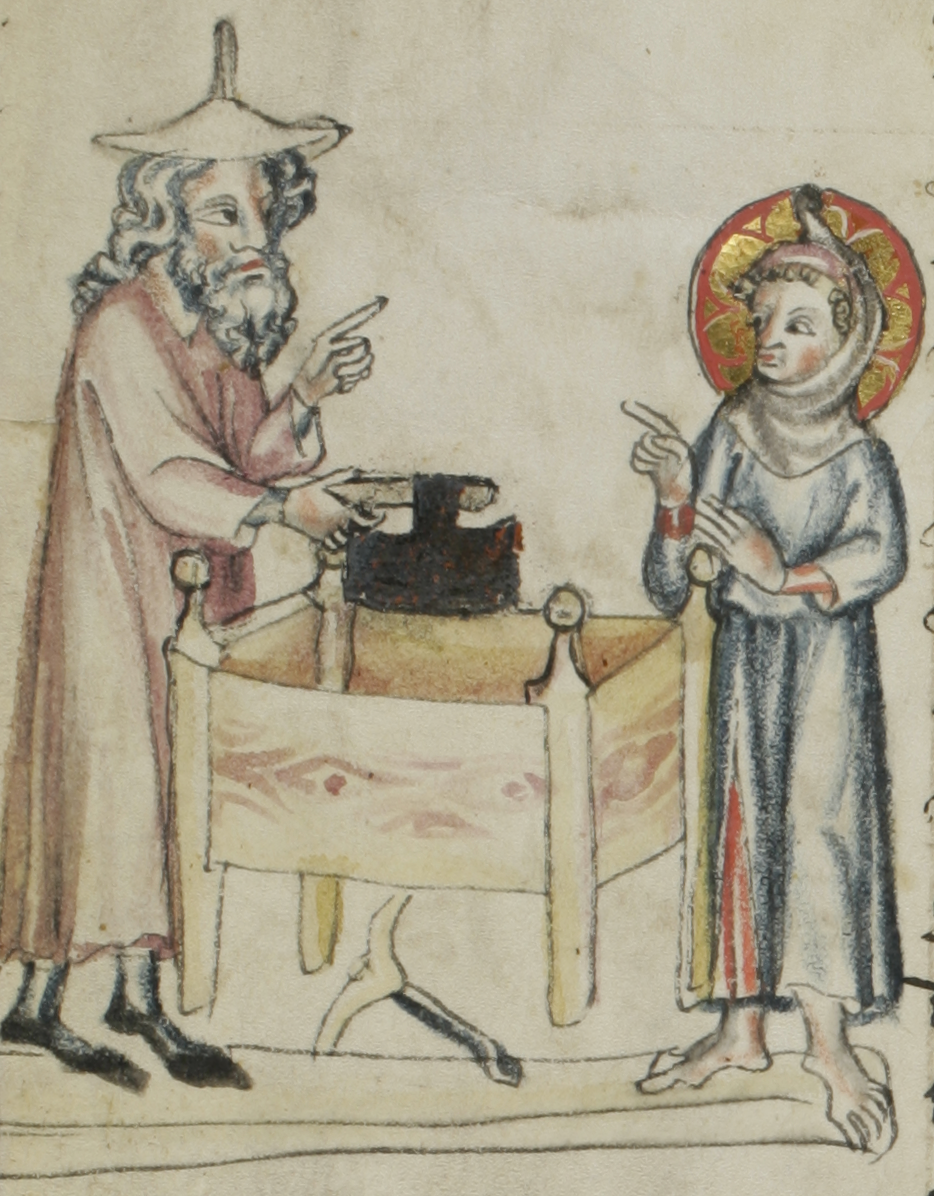
Jesus befiehlt dem zimmernden Joseph, einen toten Mann aufzuerwecken.
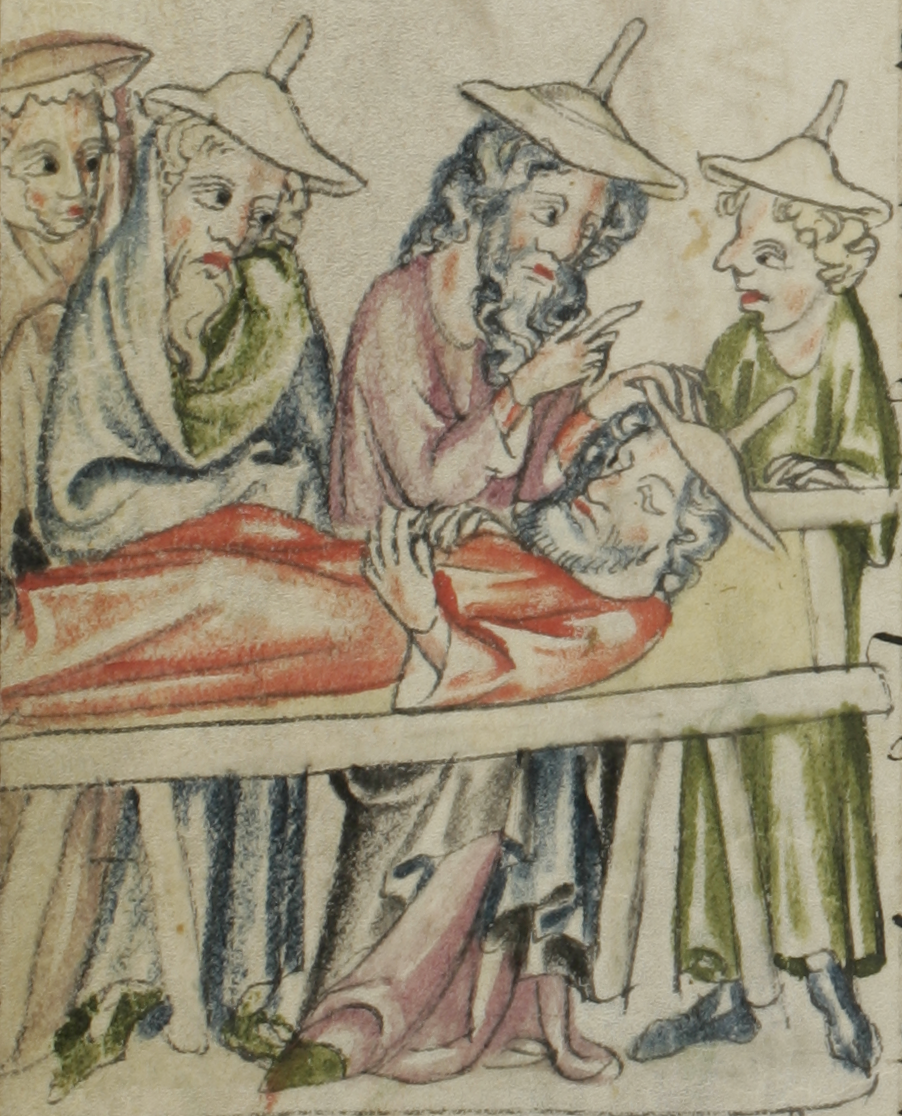
Joseph erweckt den Toten auf der Bahre.
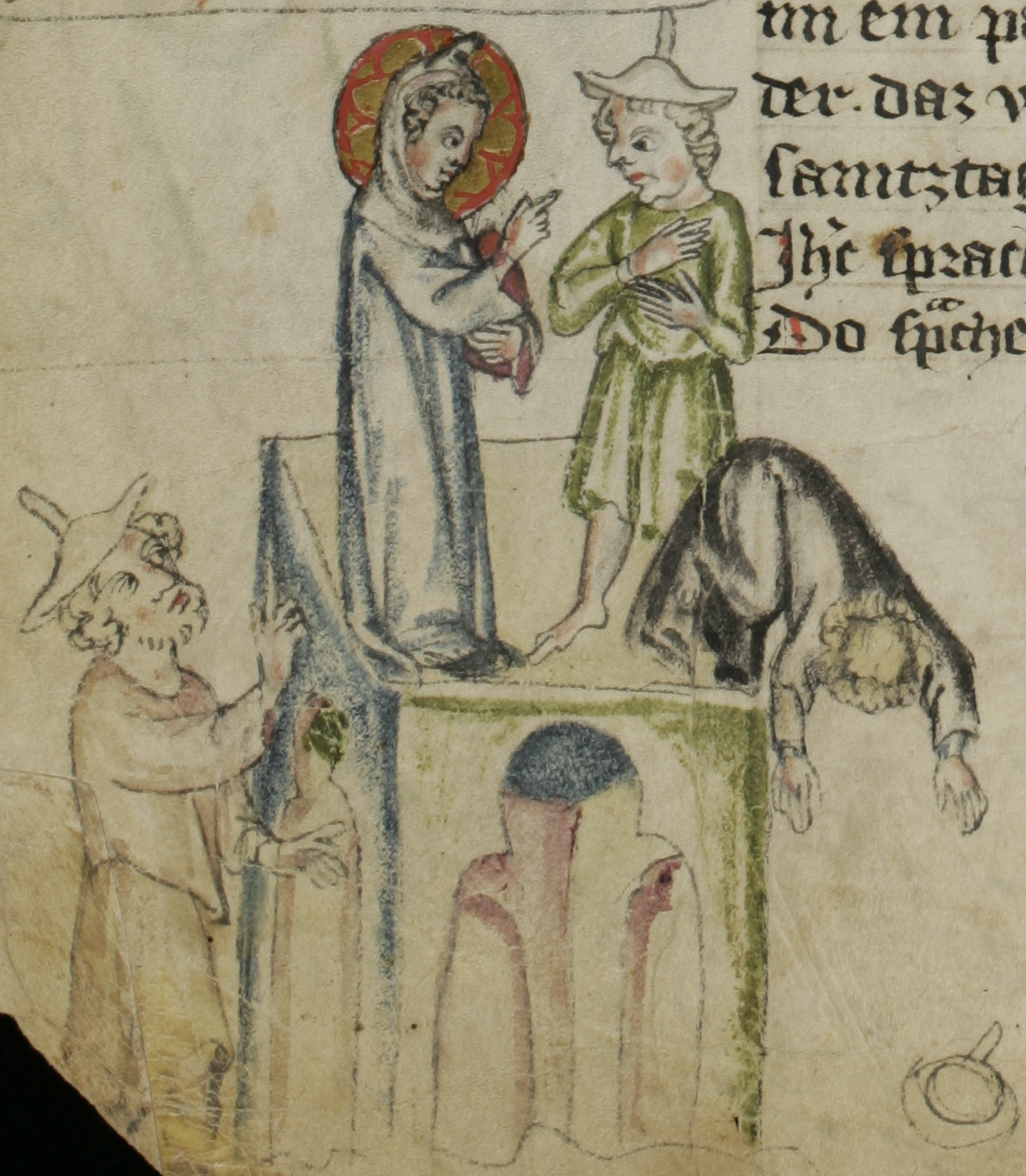
Beim Spielen fällt das Kind Zenon vom Dach eines Hauses, zwei Juden beschuldigen Jesus, ihm einen Stoß gegeben zu haben.
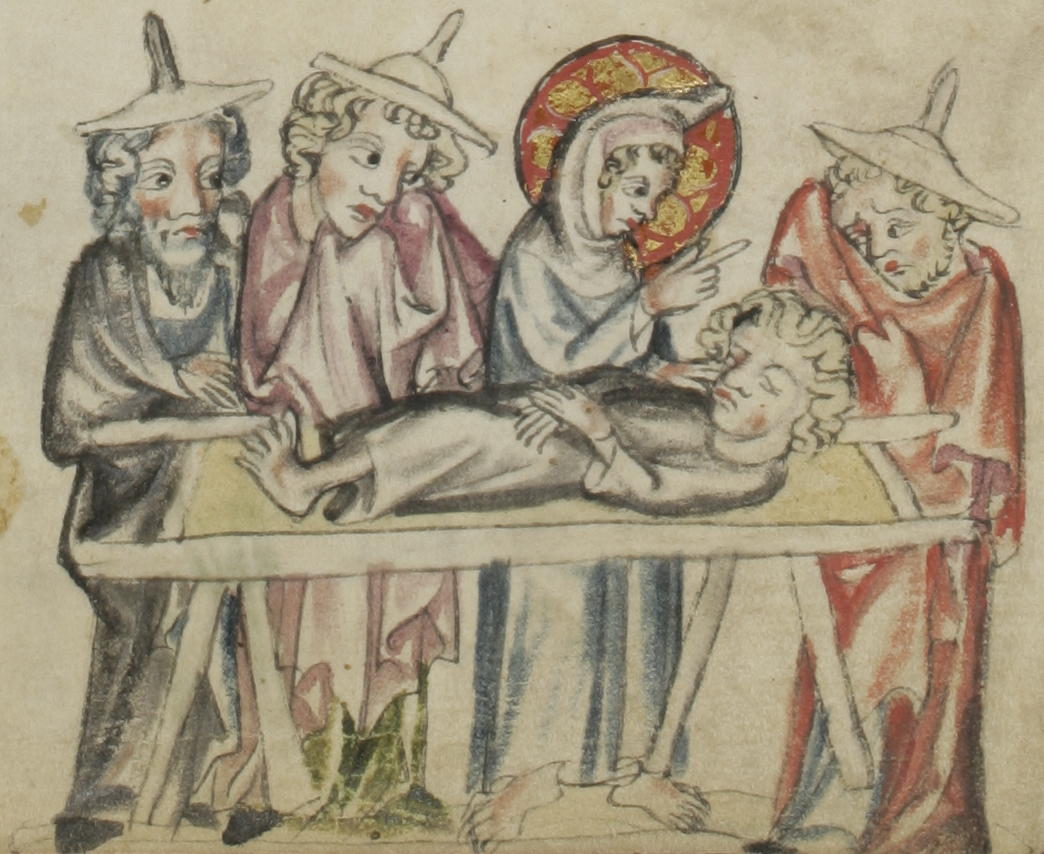
Jesus erweckt das tote Kind wieder, damit es den Anschuldigern gegenüber Jesu Unschuld bezeugt.
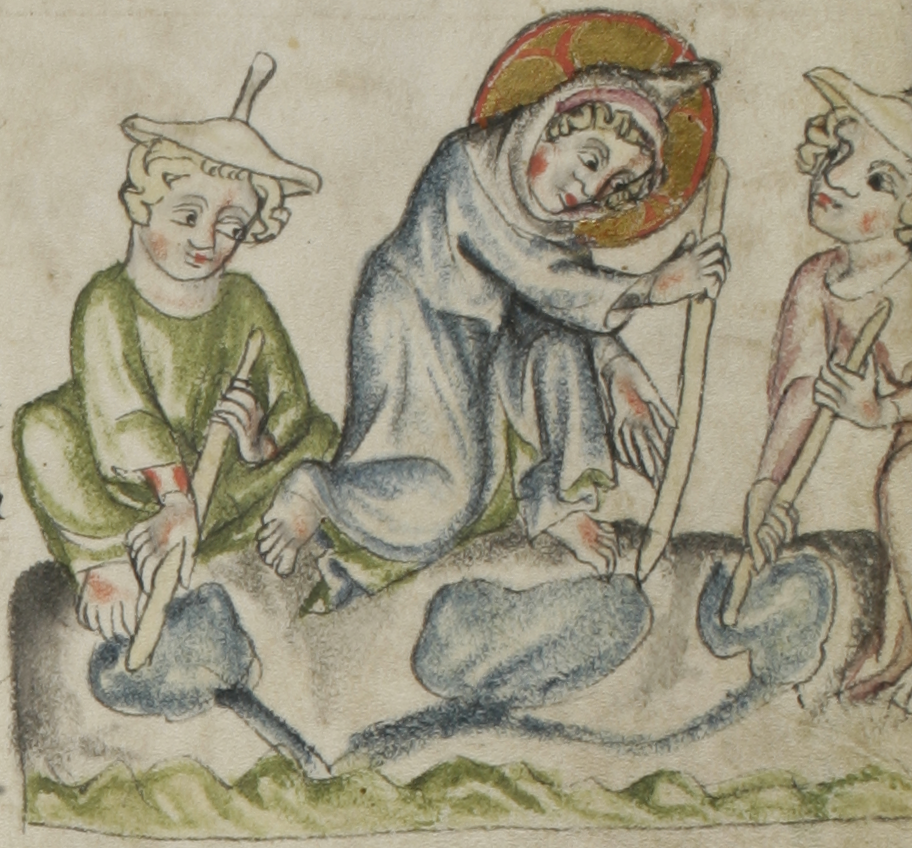
Jesus fängt mit anderen Kindern am Sabbat Fische.
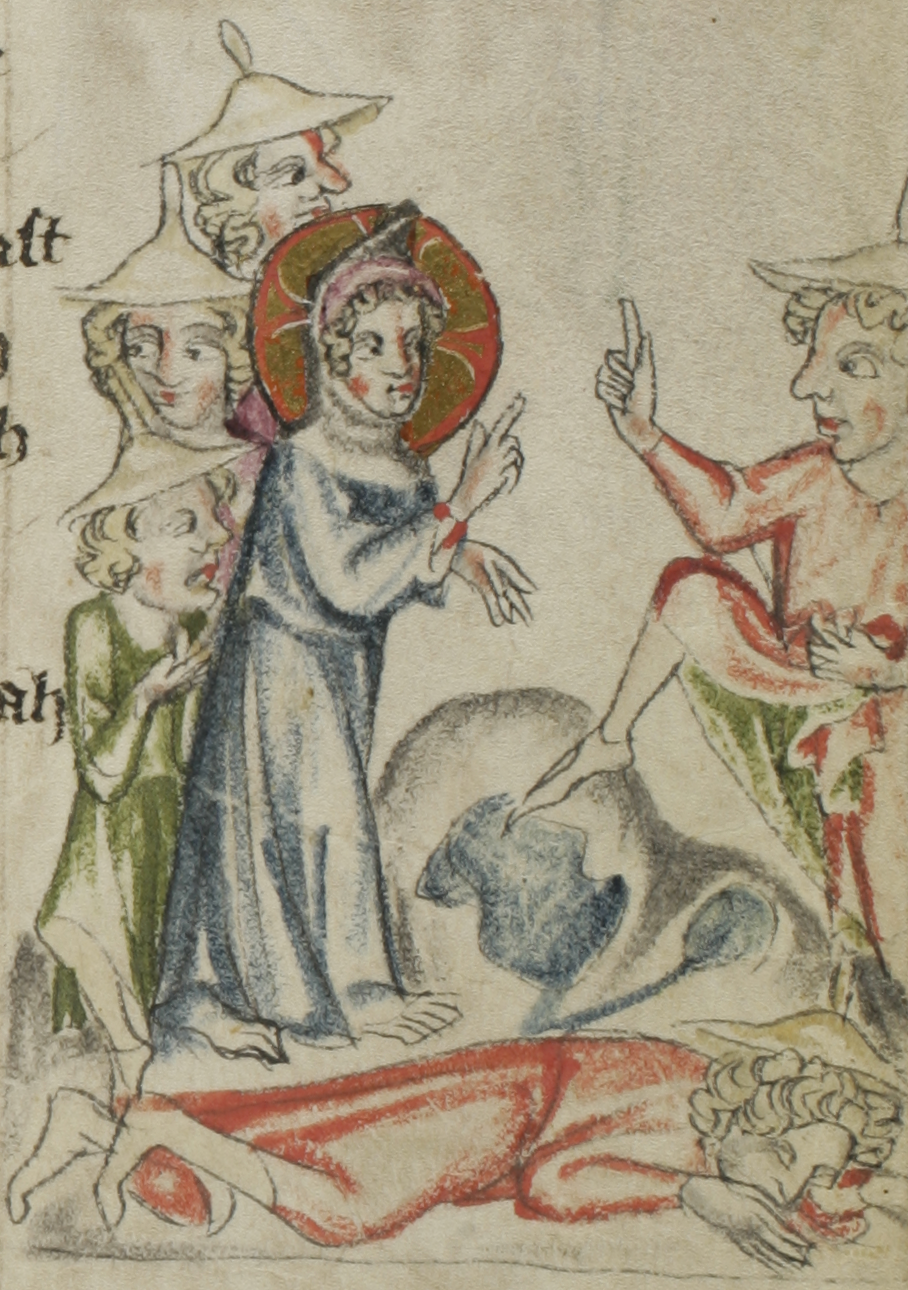
Ein Jude, der die Kinder deswegen tadelt, fällt auf der Stelle tot um.
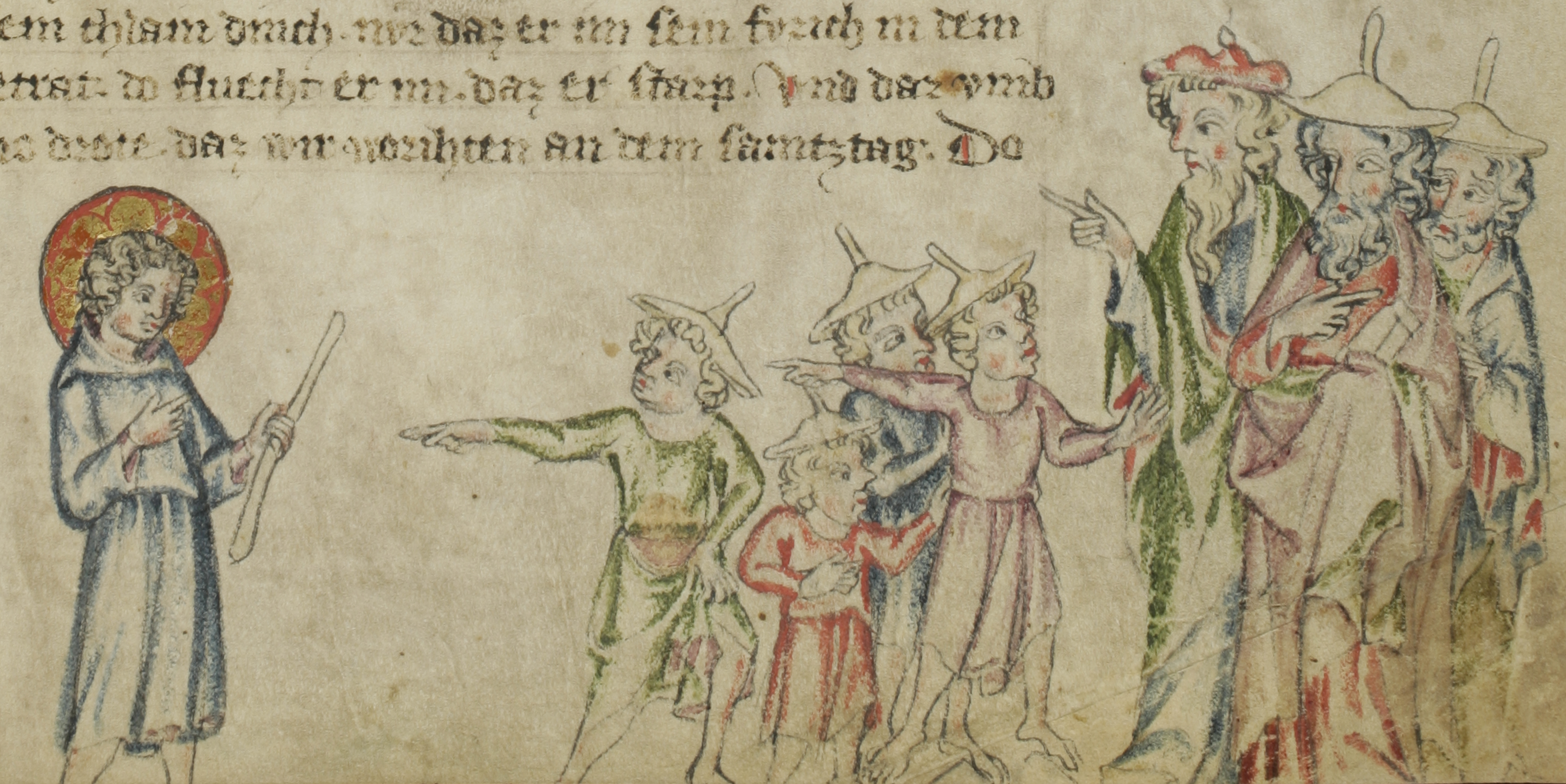
Die Kinder verklagen Jesus deshalb bei erwachsenen Juden.
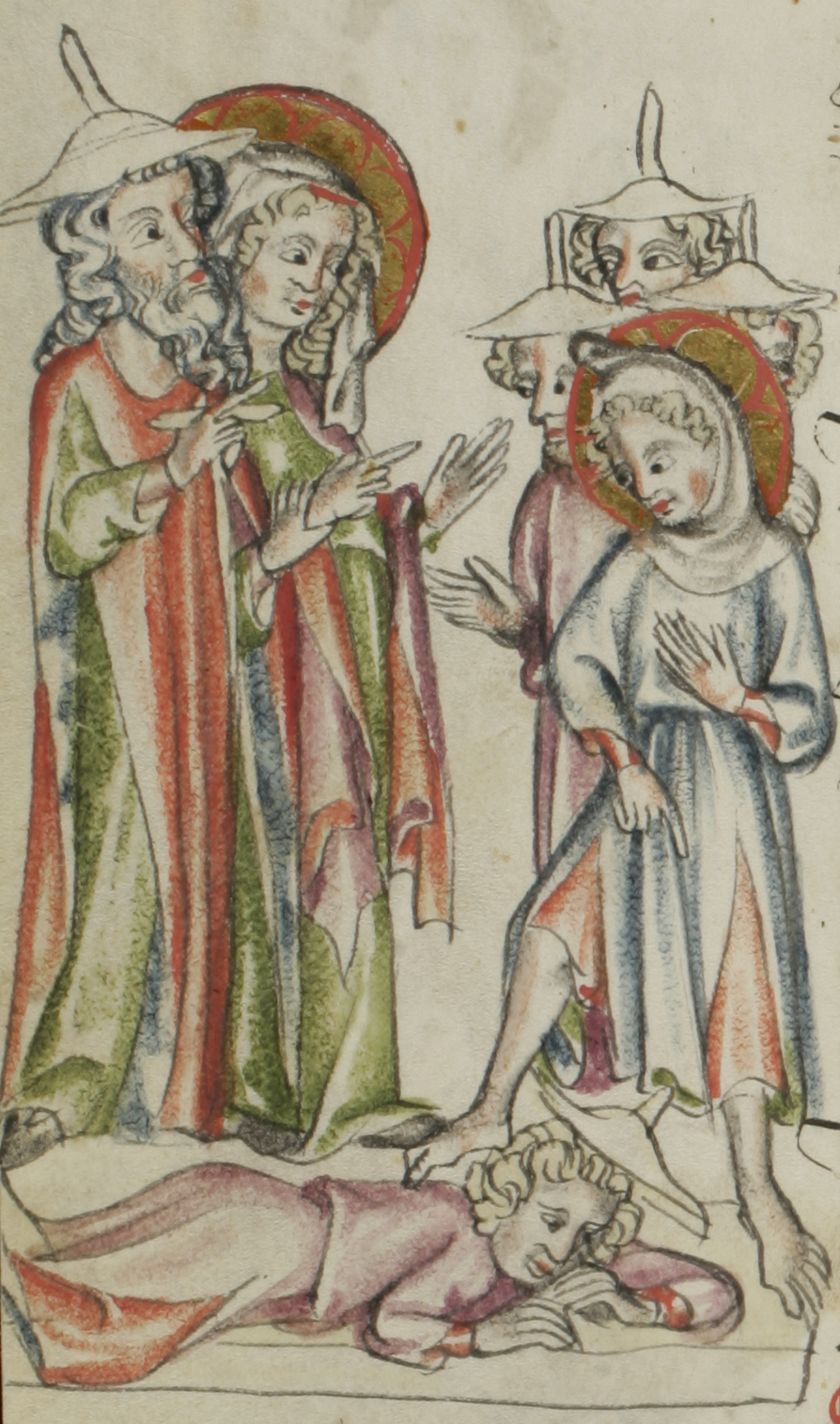
Auf die Bitte Marias und Josephs erweckt Jesus den Toten wieder.
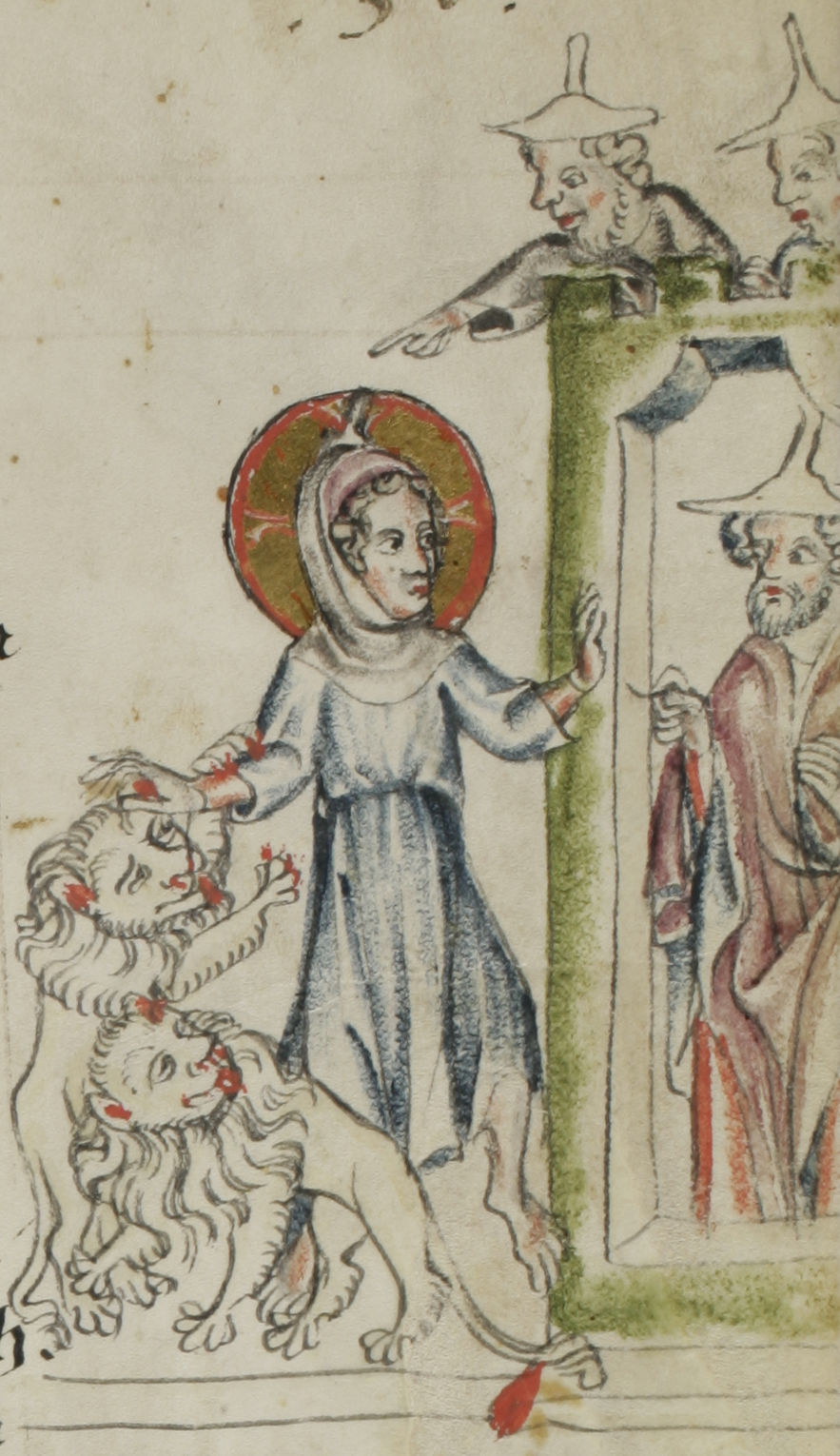
Jesus spielt mit Löwen und führt sie bis vor das Stadttor. Die Stadtbewohner fürchten sich.
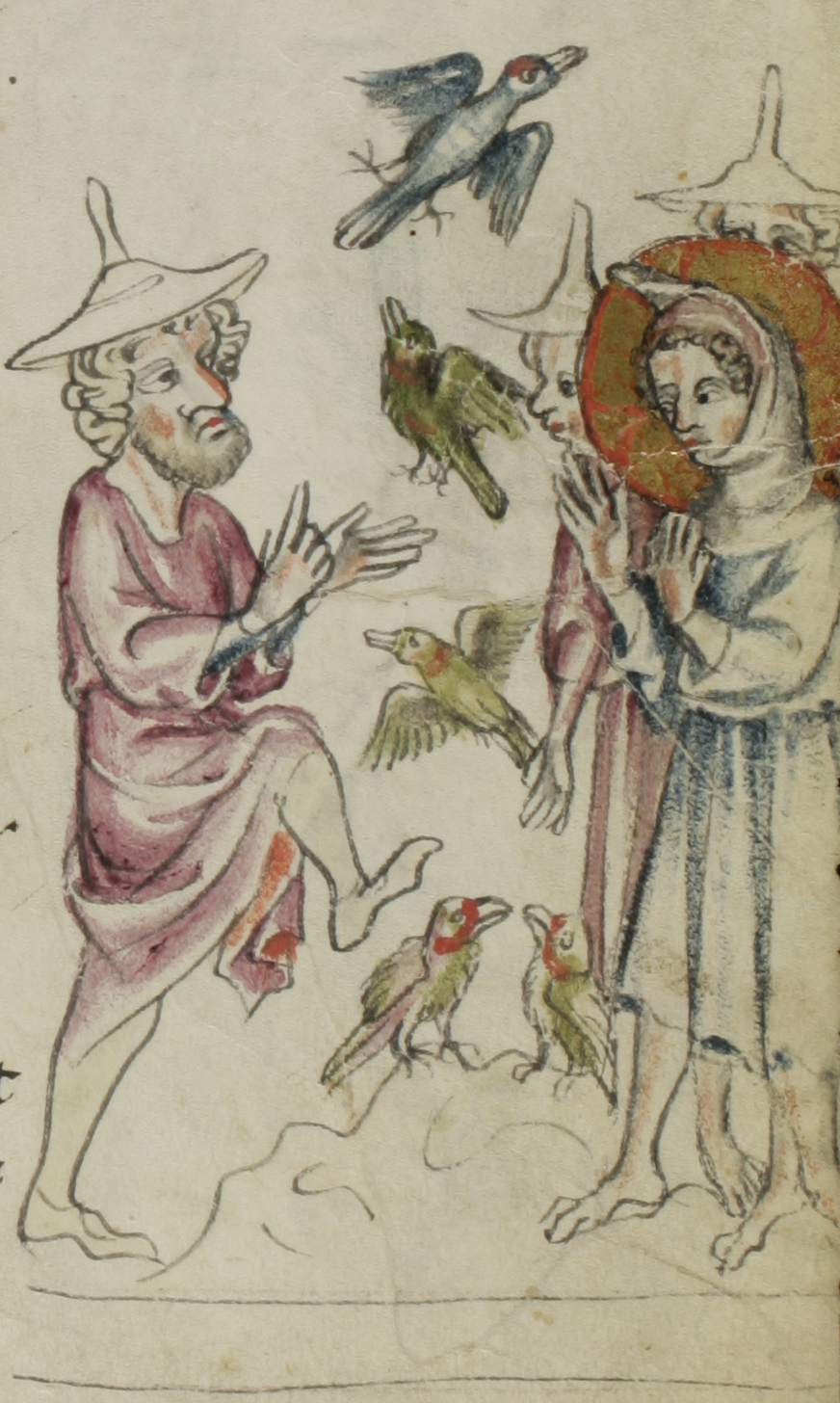
Jesus macht die Tonvögelchen seiner Spielkameraden lebendig.
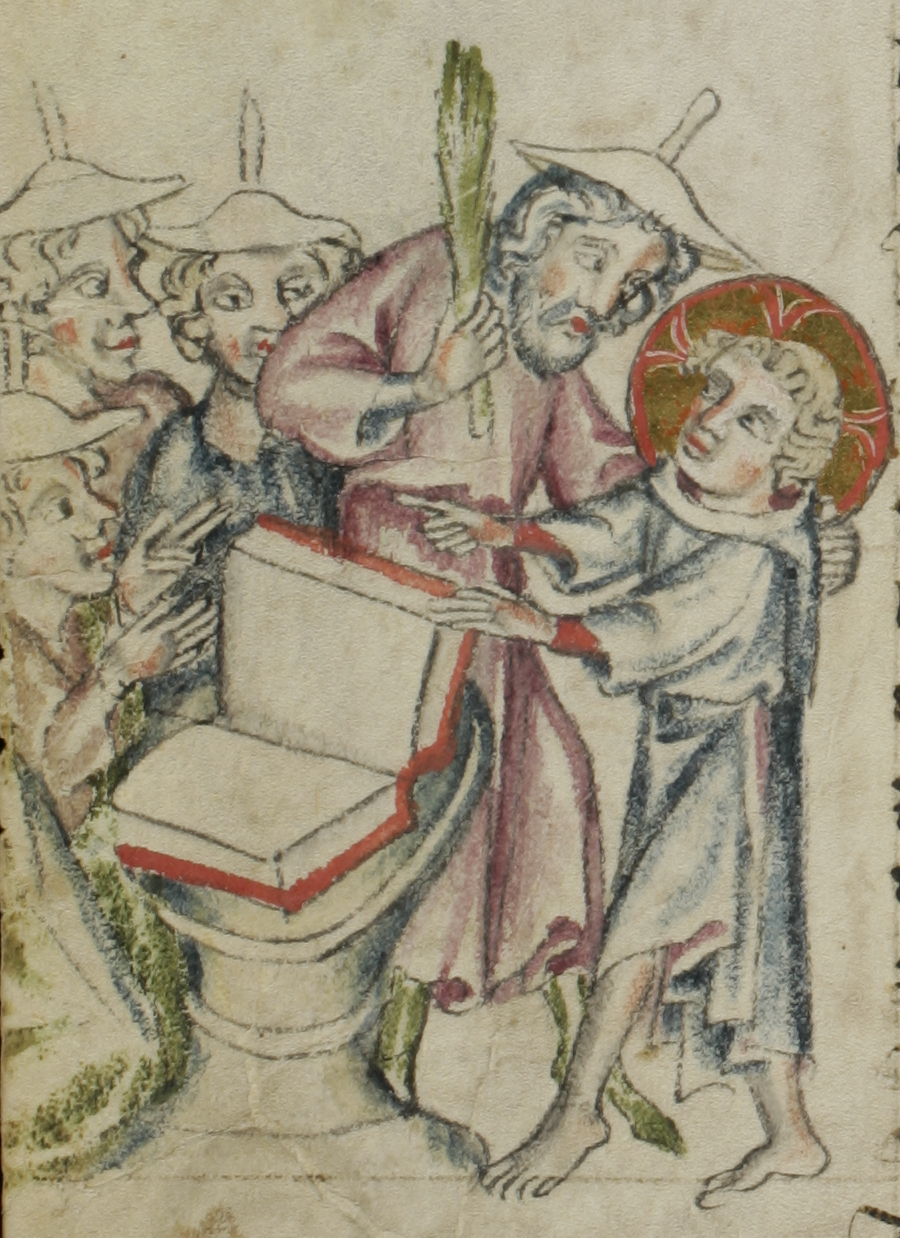
Jesus streitet mit dem Lehrer Zacharias über die Natur der Buchstaben; der Lehrer will ihn mit der Rute züchtigen.

## Literarische Einschätzung
Die Kindheitsevangelien sind insgesamt als „Zeugnisse der Volksfrömmigkeit“ zu würdigen, nicht aber als historisch auswertbare Quellen nutzbar. Das KThom „schildert anschaulich, wie das Leben eines Kindes, das schon als Sohn Gottes und mit aller Macht ausgestattet zur Welt kommt, aussehen könnte. […] Ein besonderer Reiz entsteht dadurch, dass in der Antike die Kindheit wesentlich durch Macht- und Rechtlosigkeit bestimmt ist, und genau dies für Jesus nicht gilt“.